# Agrostis dyeri
Agrostis dyeri là một loài thực vật có hoa trong họ Hòa thảo. Loài này được Petrie mô tả khoa học đầu tiên năm 1889 publ. 1890.